# Vanessa Ray
Vanessa Ray Liptak es una actriz estadounidense, más conocida por haber interpretado a Teri Ciccone en la serie As the World Turns, a CeCe Drake en la serie Pretty Little Liars, a Eddie Janko en la serie Blue Bloods y Jenny Griffith en Suits.

## Biografía
Es hija de James y Valerie Liptak, y tiene un hermano.
Es buena amiga de las actrices Sasha Pieterse, Kelly Sullivan y del actor Will Estes.
El 8 de enero de 2003, se casó con el actor Derek James Baynham; sin embargo, el matrimonio se terminó. Comenzó a salir con el músico Landon Beard en marzo de 2015; la pareja anunció que se había comprometido después de seis años y en junio de 2015 se casaron.

## Carrera
En 2009 se unió al elenco principal de la serie As The World Turns, donde interpretó a Teri Ciccone hasta el final de la serie en 2010.
En 2012 se unió al elenco recurrente de la serie Pretty Little Liars, donde dio vida a la villana principal, CeCe Drake, hasta 2017. En agosto de 2015, fue premiada con el premio 'mejor villano' por su actuación como Big A en Pretty Little Liars que fue catalogada como «brillante [y] digna de aplaudir». En 2013 se unió al elenco de la serie Blue Bloods, donde interpreta a la oficial Edit "Eddie" Janko hasta ahora.

## Filmografía

### Cine
| Ańo  | Título                         | Rol            | Notas        |
| ---- | ------------------------------ | -------------- | ------------ |
| 2003 | The Sparky Chronicles: The Map | Chris          |              |
| 2004 | Is He...                       | Steph          | Cortometraje |
| 2008 | Finding Chance                 | Katrina        |              |
| 2010 | Nice Guy Johnny                | Mejor amiga    |              |
| 2011 | Trust Me                       | Novia          |              |
| 2012 | Not Waving But Drowning        | Adele          |              |
| 2012 | Frances Ha                     | Random Girl #2 |              |
| 2012 | The Last Day of August         | Phoebe         |              |
| 2013 | Mutual Friends                 | Lucy           |              |
| 2013 | Wisdom Teeth                   |                |              |
| 2014 | Devil's Due                    | Suzie          |              |
| 2014 | Are You Joking?                | Haley Lusky    |              |
| 2015 | All in Time                    | Rachel         |              |
| 2015 | The Rumperbutts                | Ashlee         |              |
| 2016 | Serialized                     | Hannah         |              |

### Televisión
| Año       | Título                | Rol                                | Notas                                                        |
| --------- | --------------------- | ---------------------------------- | ------------------------------------------------------------ |
| 2008–09   | The Battery's Down    | Vanessa                            | "Ro Ro Ro Your Boat", "The Bronx Is Up", "The Party's Over"  |
| 2009      | Bored to Death        | Claudia                            | "The Case of the Missing Screenplay"                         |
| 2009–10   | As the World Turns    | Teri Ciccone                       | Elenco principal                                             |
| 2010      | Damages               | Tessa Marchetti                    | Papel recurrente                                             |
| 2011      | White Collar          | Maggie 'Rocker' Sheldon            | Episodio: "What Happens in Burma"                            |
| 2011      | Nurse Jackie          | Mrs. Donovan                       | Episodio: "Have You Met Ms. Jones?"                          |
| 2011–12   | Suits                 | Jenny Griffith                     | Papel recurrente (8 episodios)                               |
| 2012      | Girls                 | Heather Travis                     | Episodio: "The Return"                                       |
| 2012      | The Right Not to Know | Earthy Chick                       | Miniserie                                                    |
| 2012–17   | Pretty Little Liars   | CeCe Drake / Charlotte DiLaurentis | Papel recurrente / Antagonista (30 episodios)                |
| 2012      | Pretty Dirty Secrets  | CeCe Drake                         | Episodio: "A Reunion"                                        |
| 2013      | The Mentalist         | Cayce Robbins                      | Episodio: "Red Lacquer Nail Polish"                          |
| 2013–2024 | Blue Bloods           | Eddie Janko Reagan                 | Recurrente (temp. 4), principal (temp. 5–14) (130 episodios) |
| 2014      | My Day                | Ella misma                         |                                                              |
| 2016      | Best-Selling Murder   | Hannah                             | Película para televisión                                     |